# To Save Him for His Wife
To Save Him for His Wife è un cortometraggio muto del 1915 diretto da Wilfrid North.

## Produzione
Il film fu prodotto dalla Vitagraph Company of America.

## Distribuzione
Distribuito dalla General Film Company, il film - un cortometraggio in una bobina - uscì nelle sale cinematografiche statunitensi il 13 maggio 1915.